# Peter Lindroos
Paul Peter Christer Lindroos (født 26. februar 1944 i Pojo, Finland, død 17. november 2003 i Tjörnarp, Skåne, Sverige) var en finsk operasanger (tenor). Han debuterede i Helsinki i 1968.
Lindroos blev i 1971 ansat på Det Kongelige Teater i København, og blev efter en lang karriere som stjernetenor i 1996 ansat som professor ved Musikhøjskolen i Malmö og Lunds Universitet. Han er far til operasangeren Petri Lindroos.
Peter Lindroos døde af et trafikuheld i Skåne.